# Prélude et fugue en sol dièse mineur (BWV 887)
Le Clavier bien tempéré II
Pour un article plus général, voir Le Clavier bien tempéré.
Le prélude et fugue en sol-dièse mineur, BWV 887 est le dix-huitième prélude et fugue du second livre du Clavier bien tempéré de Jean-Sébastien Bach, compilé de 1739 à 1744.
Le prélude est moulé dans une audacieuse et moderne découpe de forme sonate préclassique. La fugue assez libre, tout en guirlandes de triolets tranquilles, dégage un délicat parfum romantique.

## Prélude
Le prélude, noté , totalise 50 mesures dans la forme AA–BB.
Ce prélude à la découpe de 24 et 26 mesures, dans le style galant d'une sonate pré-classique, peut évoquer l'allemande initiale des suites pour clavecin, mais sans en avoir le caractère. 
Il commence avec un beau motif principal, présenté comme d'habitude au début. D'abord en gamme (dans le genre inventio) puis en tierces (et en sixtes plus loin) sur une figure d'accompagnement bavard à la main gauche. Les appoggiatures de la main droite (mesure 2) peuvent être considérées comme une variation des accords de la première mesure. Mais il joue un rôle modeste dans le reste de la pièce, bien moins que l'harmonie prolixe en pathétiques inflexions. À la place du second thème, nous entendons ce thème transposé à la dominante. Après la barre de reprise, les mesures 25–40 font figure de développement suivi de la réexposition abrégée (notamment des deux mesures initiales).
Les indications de dynamiques — uniques dans tout le Clavier bien tempéré — piano et forte figurant aux mesures 3 et 5, sont d'origine et incitent à croire à un instrument à deux claviers, ; elles se répètent logiquement pour le reste de la pièce, même si elles ne sont pas indiquées ailleurs. La mesure 31 souffre de l’absence des appoggiatures dans les éditions, mais sont parfaitement logiques également. La durée de ces appoggiatures peuvent être d'une croche, comme le suggèrent les mesures 44–45.

## Fugue

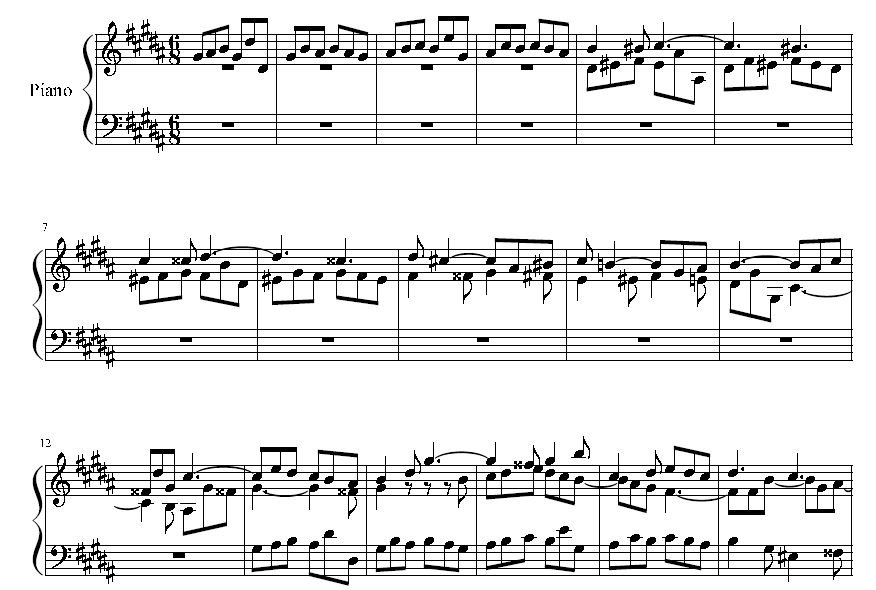
Début de Fugue, BWV 887

La fugue à trois voix, est notée 
 et totalise 143 mesures (ou 144 selon Keller). Il s'agit d'une double-fugue.
Le sujet principal, tout en croches, « se faufile avec la prestesse d'un lézard en triolets de croches » (Riemann). La découpe en deux parties de deux mesures évoque un antécédent suivi de son conséquent. Le mouvement de rythme monotone du sujet se transmet à la fugue entière, qui ne connaît presque aucun contraste rythmique.

Les triolets de croches tranquilles ne semblent d'abord que de frêles guirlandes fleuries d'un jardin, mais bientôt le rideau fleuri s'épaissit en une épaisse végétation de forêt vierge.
Trois sections dans cette double-fugue. L'exposition nécessite 32 mesures et contient une entrée supplémentaire à l'alto (mesure 19). Le second groupe débute par la basse (mesure 33), mais chaque entrée suivante n'intervient qu'après un divertissement : soprano (mesure 45), basse (mesure 55 — copiant la mesure 13 sqq). 
Le second sujet règne sur les mesures 61 à 96 et les deux sujets se mêlent logiquement ensuite (mesures 97–143) deux voix à deux voix : basse-alto (mesure 97), soprano-alto (mesure 103), alto-soprano (mesure 111), alto-basse (mesure 125), soprano-alto (mesure 135). Entre chaque entrée des divertissements empruntent des éléments des deux sujets.

Le contre-sujet qui apparaît immédiatement (mesure 5), est uniquement chromatique, antithèse du sujet parfaitement diatonique. Il contient en germe une variante, qui devient le second sujet (un motif plutôt), exposé mesure 61, par le soprano : descente d'une quarte puis remontée. Celui-ci n'a de relief que le trille, Bach ne voulant que renforcer le contraste de cette ligne chromatique, avec le premier sujet. Les deux sujets se combinent mesure 97.

## Genèse et relations
Il est probable que ces pièces ont été transposées du sol mineur,.
Le prélude et la fugue sont liés par leur dessin tonal, de la tonique vers la dominante. En outre l'amorce du prélude se retrouve dans les premières notes de la fugue,. Le renversement de la gamme de cinq notes du début du prélude joue un rôle important dans la fugue : en  mesures 13 ; en  mesures 14 (soprano) et 23 (basse).

## Manuscrits
Parmi les sources, les manuscrits considérés comme les plus importants sont de la main de Bach lui-même ou d'Anna Magdalena. Ils sont :
- source « A », British Library Londres (Add. MS. 35 021), compilé dans les années 1739–1742[13]. Comprend 21 paires de préludes et fugues : il manque  ut  mineur, ré majeur et fa mineur (4, 5 et 12), perdues[13] ;
- source « B », Bibliothèque d'État de Berlin (P 430), copie datée de 1744, de Johann Christoph Altnikol[14].

## Postérité
Théodore Dubois en a réalisé une version pour piano à quatre mains, publiée en 1914.